# إمزدورن (بورد)
إمزدورن هي إحدى مشيخات المملكة المغربية، تتبع جغرافيا لإقليم تازة وإداريًا لبورد. يقدر عدد سكانها بـ 6767 نسمة حسب الإحصاء الرسمي للسكان والسكنى لسنة 2004.